# Euromasters
Pour les articles homonymes, voir Euromaster et Euromast.
Euromasters est un groupe néerlandais de early hardcore, actif entre 1992 et 1994. De différents producteurs et DJ ont participé à ce projet, bien que les performances étaient souvent effectuées par Rob Christensen et Fabian Kruizinga. Le groupe aurait manifestement été créé dans le but d'exprimer la haine de la ville de Rotterdam à l'encontre de sa ville voisine Amsterdam, et de sa perception du monde entier en règle générale.

## Histoire
Le nom du groupe s'inspire de la tour emblématique, l'Euromast, située à Rotterdam aux Pays-Bas. La première production mémorable du groupe est le single intitulé Amsterdam, waar lech dat dan? / Rotterdam éch wel (français : Amsterdam, putain c'est où ça? / Rotterdam, c'est cool) ; Amsterdam, waar lech dat dan? est un titre majeur, composé par Paul Elstak désormais pionnier de la variante hardcore house,, qui popularisera le genre gabber dans la scène rave néerlandaise au début des années 1990. Dans cette « forme extrême de musique techno », à cette époque promue par le label néerlandais Rotterdam Records, la ville de Rotterdam est représentée ciblant et se dressant principalement contre Amsterdam, représentant une très longue rivalité entre ces deux villes voisines,. Ce titre pionnier marque également la naissance de la musique hardcore house, et de nombreux DJ et producteurs tels que DJ Paul Elstak, Lenny Dee et Rob Fabrie se feront membres de ce groupe légendaire. Plus tard, après la sortie de ce premier titre fulgurant, le groupe commercialise en 1992 le titre Alles Naar De Kl--te, une musique criarde, qui critique tout le long de la piste DJ Dimitri originaire d'Amsterdam.
Chaque EP commercialisé possédait sa propre couverture représentant l'Euromast illustré à la manière d'une bande-dessinée. 

## Discographie

### Singles
- Amsterdam Waar Lech Dat Dan?
- Alles Naar De Klote!!!
- Neuken In De Keuken (Noiken In De Koiken)
- Oranje Boven
- A Message from Hell
- Rotterdam Ech Wel
- Everybody Clap Your Hands